# Centre Island
Centre Island és una població dels Estats Units a l'estat de Nova York. Segons el cens del 2000 tenia 444 habitants.

## Demografia
Segons el cens del 2000, Centre Island tenia 444 habitants, 174 habitatges, i 128 famílies. La densitat de població era de 153,1 habitants/km².
Dels 174 habitatges en un 29,9% hi vivien nens de menys de 18 anys, en un 63,2% hi vivien parelles casades, en un 6,9% dones solteres, i en un 25,9% no eren unitats familiars. En el 19,5% dels habitatges hi vivien persones soles el 6,3% de les quals corresponia a persones de 65 anys o més que vivien soles. El nombre mitjà de persones vivint en cada habitatge era de 2,55 i el nombre mitjà de persones que vivien en cada família era de 2,93.
Per edats la població es repartia de la següent manera: un 20,9% tenia menys de 18 anys, un 3,8% entre 18 i 24, un 27,7% entre 25 i 44, un 31,1% de 45 a 60 i un 16,4% 65 anys o més.
L'edat mediana era de 43 anys. Per cada 100 dones de 18 o més anys hi havia 105,3 homes.
La renda mediana per habitatge era de 117.848 $ i la renda mediana per família de 115.972 $. Els homes tenien una renda mediana de 100.000 $ mentre que les dones 40.000 $. La renda per capita de la població era de 96.674 $. Entorn del 6% de les famílies i el 12,6% de la població estaven per davall del llindar de pobresa.